# Andrenci
Andrenci – wieś w Słowenii, w gminie Cerkvenjak. W 2018 roku liczyła 169 mieszkańców.